# 密蘇里鎮區 (阿肯色州派克縣)
密蘇里鎮區（英語：Missouri Township）是位於美國阿肯色州派克縣的一個行政鎮區。

## 地方資料
密蘇里鎮區的面積為75.22平方千米，當中陸地面積為75.08平方千米，而水域面積為0.14平方千米。根據2010年美國人口普查的數據，當地共有人口780人，而人口密度為每平方千米10.37人。